# Ilya Kamyshev
Ilya Vladislavovich Kamyshev (tiếng Nga: Илья Владиславович Камышев; sinh ngày 13 tháng 7 năm 1997) là một cầu thủ bóng đá người Nga thi đấu cho F.K. Zenit-2 Sankt Peterburg.

## Sự nghiệp câu lạc bộ
Anh ra mắt chuyên nghiệp tại Giải bóng đá chuyên nghiệp quốc gia Nga cho FC Chertanovo Moskva vào ngày 25 tháng 7 năm 2014 trong trận đấu với F.K. Tambov.